# Jozef Fonteyn
Jozef Prosper Fonteyn (Leuven, 28 oktober 1889 – Aarschot, 19 september 1970) was een Belgisch architect. Hij is bekend om zijn actieve rol bij de wederopbouw na de Eerste Wereldoorlog in de streek rond Tremelo, Aarschot en enkele panden in Leuven.

## Levensloop
Jozef Fonteyn was de zoon van Prosper Fonteyn, stichter van het kasteelgoed Les Brochets op de Hilvelden nabij de Laak te Tremelo. Hij huwde in 1917 te Leuven met Clotilde Sterckx. In Aarschot was hij tijdens de Eerste Wereldoorlog verantwoordelijk voor de schatting van de oorlogsschade. Na de oorlog vestigde hij zijn bureel te Aarschot, maar behield zijn domicilieadres in Tremelo. Op 24 april 1921 werd hij in Tremelo als gemeenteraadslid verkozen voor de liberale lijst en werd meteen schepen. Voor Tremelo tekende hij de plannen voor de wederopbouw van het gemeentehuis, de scholen en onderwijzerswoningen en voor de herstellingen van de kerk en pastorij.
In Aarschot behoorde Fonteyn na de Eerste Wereldoorlog samen met A. Pladet, E. Van Nieuwerburgh en V. Van Roey tot de kleine groep architecten die het uitzicht van de wederopbouw zouden bepalen. In het centrum bouwde hij voornamelijk in een neo-Vlaamse-renaissancestijl of in een historiserende barok. In de nieuw aangelegde straten was de vormgeving eerder regionaal of neotraditioneel geïnspireerd. In tegenstelling tot architect Pladet werden zijn woningen, op een uitzondering op de Grote Markt na, niet getekend met een naamsteen.
Ook in Leuven was hij actief bij de wederopbouw.
Vanaf 1923 werkte hij in dienst van de stad Aarschot. In 1927 vestigde hij zich daar in de Albertlaan. Op 28 februari 1941 werd hij benoemd als voltijds bezoldigd bouwmeester van de stad Aarschot. Dit hield tevens in dat hij vanaf 1 april 1941 geen werk meer voor particulieren mocht uitvoeren. Hij zou deze functie van stadsarchitect tot 1954 vervullen.
Tijdens de Tweede Wereldoorlog waren de verwoestingen in Aarschot door luchtbombardementen groot. In de eerste oorlogsdagen van mei 1940 werden o.a. het eeuwenoude Drossaerde, toenmalig stadhuis, en het Gasthuis door Duitse bombardementen zwaar beschadigd. Onder druk van Fonteyn zou het Drossaerde niet meer gerestaureerd worden en verdween een belangrijk middeleeuws gebouw uit het stadsbeeld. Tijdens de eerste oorlogsmaand zorgde hij ervoor dat het voormalige gebouw van de bank Nagels in de Bogaardenstraat uit de handen van de Duitsers werd gehouden en ingericht werd als stadhuis. Dat zou het blijven tot 1974. Nog tijdens de oorlog zou het Gasthuis volgens zijn plannen hersteld worden.
In mei 1944 vernielden geallieerde bombardementen verscheidene stadswijken. Op 11 augustus 1944 werd Fonteyn lid van het Comité voor Huisvesting der Geteisterden en op 22 december 1944 benoemd tot voorzitter van de Comiteit voor Urbanisatie en Wederopbouw. Van dit comité maakten meerdere architecten deel uit die ook na de Eerste Wereldoorlog hadden deelgenomen aan de wederopbouw van de stad.
Omstreeks 1950 ontwierp Fonteyn 42 koppelwoningen in de Tuinwijk te Aarschot.

## Werk (selectie)
Jozef Fonteyn is vooral gekend van zijn wederopbouwwoningen na de Eerste Wereldoorlog in Tremelo en Aarschot. In Aarschot vinden we woningen uit deze periode in de Albertlaan, Leuvensestraat, Bonewijk, Martelarenstraat, Grote Markt, Bogaerdenstraat, Stationsplein, P. Verhaeghenplein, Kapitein Gilsonplein, Elisabethlaan en Sint-Niklaasberg.
Daarnaast zijn volgende werken van zijn hand:
- 1922 – Wederopbouwwoning, Diestsestraat 85[1], Leuven.
- 1924 – Wederopbouwhuizen, Rijschoolstraat 33 en 35[2], Leuven.
- 1925 – Wederopbouw winkelpand Diestsestraat 16[3], Leuven.
- Omstreeks 1925 – Wederopbouw van het Kasteel Fonteyn, Hilstraat 18[4], Tremelo.
- Omstreeks 1927 – Wederopbouw van de Veldonkhoeve, Hoevestraat 8[5], Tremelo.
- 1929-1930 – Verbouwingswerken Capucienengebouw te Aarschot tot vredegerecht.
- 1930 – Wederopbouw Gemeentehuis[6] van Tremelo.
- 1930-1931 – Restauratie van het Begijnhof te Aarschot.
- 1930-1933 – Gemeentelijke Meisjesschool[7] en conciërgewoning te Tremelo.
- 1933-1934 – Verbouwing bijgebouw van het Capucienengebouw te Aarschot tot woonhuis voor de stadshovenier.
- 1934-1935 – Vergroting van de gemeentelijke begraafplaats op Ourodenberg (Aarschot).
- 1935-1936 – Gemeentelijke Jongensschool[8] in de Amerstraat te Aarschot; volledige verbouwing, afbraak en nieuwbouw.
- 1935-1936 – Pompstation waterleiding aan de Diestsesteenweg te Aarschot.
- 1936 – Middelbare School te Aarschot: uitbreiding op de oorspronkelijke plannen van A. Pladet.
- 1937 – Kiosk in het stadspark te Aarschot, uitgevoerd door de firma Janssens uit Westmeerbeek.
- 1951 – 42 woningen in de Tuinwijk[9] te Aarschot, ten noorden van het Chrysantenplein en langs de aangrenzende Tulpenstraat, Dahliastraat, Begoniastraat en Elisabethlaan.